# 반석천
반석천(盤石川)은 대전광역시 유성구 외삼동에서 발원하여, 노은2지구를 거쳐 대전광역시 유성구 어은동에서 유성천과 합류하는 길이 7.4km의 지방 하천이다. 수달, 자라, 왜가리 등이 서식하고 있다.

## 생태하천 복원사업
전체 7.4km의 반석천 구간 중 죽동 호남고속도로지선 변부터 유성천 합류지점에 이르는 2.0km 구간에 대해 2011년까지 42억원의 예산을 투입하여 여울과 관찰데크, 생태학습장을 갖춘 생태하천으로 복원할 예정이다.